# Metodiy Stefanov
Metodiy Stefanov (tiếng Bulgaria: Методий Стефанов; sinh 5 tháng 8 năm 2000) là một cầu thủ bóng đá Bulgaria thi đấu ở vị trí tiền vệ cho Pirin Blagoevgrad.